# Австралийски енцефалит
Австралийски енцефалит (на английски: Murray Valley encephalitis) или Енцефалит от долината Мъри и Австралийска Х-болест, е арбовирусна инфекция пренасяна от комари. Боледуват предимно деца. Заболяването се характеризира с остра невроинфекция с тежко протичане и висока смъртност. Източници на зараза са птици, а предаването става с вектори комари от род Culex. Причинява се от Murray Valley encephalitis virus, представител на семейство Flaviviridae. Заболяването е разпространено в отделни райони на Австралия и Папуа-Нова Гвинея.

## Исторически сведения за заболяването
Първи епидемичен взрив на заболяването е регистриран през 1917- 1918 г. в Югоизточна Австралия след продължителен дъждовен период. Тогава заболяват 134 души, от които 67 деца. Леталитетът достига до 70%. Повторни епидемии са наблюдавани в селища покрай река Мъри в Нов Южен Уелс през 1922, 1925 и 1926 г. Боледуват отново предимно деца, а признаците биват сходни с тези на японския енцефалит. Първоначално през 1917 г. вирусът е изолиран от мозъчна тъкан на трима починали, но впоследствие бива изгубен. Едва през 1951 г. е изолиран отново и наречен на река Мъри.

## Разпространение
Заболяването е регистрирано основно в Югоизточна Австралия, но серологични изследвания откриват циркулация на вируса и в голяма част от източната половина на континента, в щата Северна територия и Папуа-Нова Гвинея.

## Етиология
Заболяването се причинява от РНК вирус, представител на семейство Flaviviridae, род Flavivirus. Вирусът е сходен с Kunjin virus, субтип на вируса причиняващ западнонилска треска.

## Епидемиология
Естествен резервоар и източник на зараза са дивите птици. Установено е, че такива са 11 водоплаващи и 8 бягащи вида. Домашните птици също могат да бъдат резервоар на вируса. Антитела са открити и при кучета, коне, посуми и лисици без да е ясна точната им роля в епидемиологичния процес. В стационарните огнища се наблюдава значителен процент на безсимтомно протичане на болестта. Заболяват едва 1 - 2 души на всеки 1000 с открити антитела. Механизмът на предаване е трансмисивен, като основните преносители са комарите Culex annulirostris и Aedes normanensis. В природните огнища предаването на заразата става от типа птица-комар-птица. Особено интензивно птиците се заразяват в сухите сезони, когато се събират на големи ята в близост до непресъхващи водоизточници. Заразяване на човека става след ухапване от комар, носител на вируса. След преболедуване се изгражда траен и продължителен имунитет.

## Патогенеза
Входната врата за вируса е мястото на ухапване. Оттук вирусът прониква със слюнката отделена от насекомото директно в кръвния ток. След първичната репликация на вируса се наблюдава и специфичния му невротропизъм. Причинява възпаление на меките мозъчни обвивки (менингит), на главния мозък (енцефалит) и на гръбначния мозък (миелит).

## Клинични признаци
Инкубационният период е в рамките на 5 до 12 дни след ухапване. Началото започва с внезапно втрисане и повишаване на телесната температура до 39 – 40 °C. Непосредствено след това се явяват и съпътстващите признаци на главоболие, мускулни болки, обща слабост, повръщане, сънливост. Съзнанието се нарушава в различна степен, нарушава се координацията на движението, появяват се гърчове. Появяват се менингиални симптоми, а с утежняването на болестта и коматозно състояние, хаотични движения на крайниците, тонични гърчове, спазми на лицевата мускулатура, скърцане със зъби, хълцане. Възможно е да се появят нарушение в гълтането и Чейн-Стоксово дишане. Смъртта настъпва в резултат на парализа на дишането. При благоприятен изход проявите отшумяват за 10 - 12 дни. Рядко се наблюдават остатъчни парализи и психични отклонения.

## Диагноза
Диагнозата се основава на данните от епизоотологичното проучване, клиничните признаци, данни от лабораторните изследвания и диференциалната диагноза.

### Лабораторна диагноза
Единственият начин за доказване на болестта е откриването на специфични за вируса антитела в кръвна проба взета от болен. За доказването им се използват няколко лабораторни теста.

### Диференциална диагноза
Нужно е да се вземат предвид други вирусни менингити и менингоецефалити.

## Лечение
Провежда се патогенетично и симптоматично лечение сходно с това при другите арбовирусни енцефалити.

## Профилактика
Ефективни мерки за предпазване от заболяването е борбата с комарите, замрежване на прозорците, ползване на подходящо облекло при работа на открито, употреба на репеленти, контрол на резервоарите на инфекцията. Няма разработена подходяща ваксина.